# Ethyl butyrat
Ethyl butyrat là một este với công thức hóa học C6H12O2 với một oxy có liên kết đôi, mật độ 879 kg/m³, khối lượng phân tử 116,16008 g/mol và nhiệt độ sôi 121 °C, nhiệt độ nóng chảy là -93,3 °C. Nó hòa tan trong propylen glycol, dầu paraffin và dầu hỏa, dễ cháy, không phản ứng với các tác nhân oxy hóa mạnh, acid, base. Ethyl butyrat có mùi dứa đặc trưng, ngoài ra nó còn được tìm thấy trong táo và nhiều loại trái cây như mơ, chuối, mận,… Ethyl butyrat cũng là một chất tạo hương liệu.

## Điều chế
Ethyl butyrat có thể được tổng hợp bằng phản ứng giữa ethanol và acid butyric. Đây là phản ứng ngưng tụ, nghĩa là nước được tạo ra trong phản ứng như một sản phẩm phụ. Ethyl butyrat từ các nguồn tự nhiên có thể được phân biệt với ethyl butyrat tổng hợp bằng phương pháp phân tích tỷ lệ đồng vị ổn định (SIRA).

## Tính chất
Ethyl butyrat là chất lỏng không màu với mùi thơm của dứa, mật độ ít dày đặc hơn nước và không hòa tan trong nước. Hơi của nó nặng hơn không khí.
Công thức cấu tạo của hợp chất có thể được viết dưới dạng C3H7COOC2H5.

## Ứng dụng
Ethyl butyrat được sử dụng như một hương vị nhân tạo giống như dứa trong đồ uống có cồn và đồng thời nó cũng là một thành phần trong nước hoa, và là một dung môi, chất làm dẻo cho cellulose. Nó cũng được sử dụng trong việc sản xuất polyvinyl butyrat.
Ngoài ra, ethyl butyrat cũng thường được thêm vào nước cam, vì hầu hết các mùi hương của nó dễ dàng kết hợp với nước cam tươi. Ethyl butyrat là một trong những hóa chất phổ biến nhất được sử dụng trong hương liệu và hương thơm. Nó có thể được sử dụng trong nhiều mùi vị: cam (phổ biến nhất), anh đào, dứa, xoài, ổi, đào, mơ, sung và mận. Trong công nghiệp, nó cũng là một trong những hóa chất rẻ nhất.
Ethyl butyrat là một trong số các este butyrat tìm thấy trong bia. Hương vị của nó rất quan trọng trong việc xác định đặc trưng của các nhãn hàng bia lớn trên toàn thế giới.

## An toàn
- Hít phải hoặc nuốt phải ethyl butyrat gây ra nhức đầu, chóng mặt, buồn nôn và nôn mửa. Tiếp xúc với chất lỏng sẽ gây kích ứng mắt.
- Cần bảo quản ethyl butyrat bằng cách làm lạnh trong các hộp kín.